# Nemanja Vidić
Nemanja Vidić (srbskou cyrilicí Немања Видић; 21. října 1981, Titovo Užice) je bývalý srbský fotbalový obránce a reprezentant, hráčskou kariéru ukončil v lednu 2016.

## Klubová kariéra
Vidić působil profesionálně ve Svazové republice Jugoslávie v klubu Crvena zvezda Bělehrad, z něhož v letech 2000–2001 hostoval ve Spartaku Subotica. Poté následovala angažmá v zahraničí v renomovaných klubech, Spartak Moskva (Rusko), Manchester United (Anglie) a Inter Milán (Itálie).
Profesionální hráčskou kariéru ukončil 29. ledna 2016.

## Reprezentační kariéra

### SR Jugoslávie
V roce 2002 odehrál 3 zápasy v dresu seniorské reprezentace Svazové republiky Jugoslávie. Debutoval 12. října 2002 v kvalifikačním zápase na EURO 2004 v Neapoli proti domácímu týmu Itálie, který skončil remízou 1:1.

### Srbsko a Černá Hora
Po přejmenování Svazové republiky Jugoslávie v roce 2003 nastupoval za Srbsko a Černou Horu. V dresu A-týmu Srbska a Černé Hory odehrál v letech 2003–2006 celkem 17 utkání a vstřelil 1 branku.

### Srbsko
V letech 2006–2011 odehrál 36 zápasů a vstřelil 1 gól za samostatné Srbsko.
Mistrovství světa 2010
Zúčastnil se MS 2010 v Jihoafrické republice, kam se již samostatné Srbsko kvalifikovalo. Kouč Radomir Antić jej v úvodním utkání s Ghanou 13. června nasadil v základní sestavě, Srbsko prohrálo 0:1. V dalším zápase 18. června proti Německu sehrála srbská defenziva bezchybnou partii a balkánská země zaznamenala hodnotné vítězství 1:0. Celá obranná čtveřice dokázala ubránit produktivní německé útočníky, ale všichni obránci dostali v utkání žlutou kartu (Nemanja Vidić, Branislav Ivanović, Neven Subotić a Aleksandar Kolarov). Ve třetím zápase 23. června proti Austrálii byl Nemanja u porážky 1:2, obrana již hrála v jiném složení. Srbsko se ziskem 3 bodů obsadilo poslední čtvrté místo ve skupině.

## Úspěchy

### Klubové
CZ Bělehrad
- 2004 srbská superliga
- 2004 srbský fotbalový pohár

Manchester United
- 2006 Carling Cup
- 2007 Premier League
- 2008 Liga mistrů

### Individuální
- 2007 Tým roku Premier League (Manchester United)
- 2× Fotbalista roku v Srbsku – 2005, 2007 [8][9]